# Кочубеївський район
Кочубеївський район (рос. Кочубеевский район) — адміністративна одиниця Ставропольського краю Російської Федерації.
Адміністративний центр — село Кочубеївське.

## Адміністративний поділ
До складу району входять 15 сільських поселень:
1. Балахоновська сільрада — село Балахоновське
2. Барсуківська сільрада — станиця Барсуковська
3. Станиця Бєломечетська
4. Васильєвська сільрада — хутір Васильєвський
5. Вревська сільрада — село Вревське
6. Георгієвська сільрада — станиця Георгієвська
7. Заветненська сільрада — село Заветне
8. Івановська сільрада — село Івановське
9. Казьминська сільрада — село Казьминське
10. Село Кочубеївське
11. Міщенська сільрада — хутір Міщенський
12. Надзорненська сільрада — село Надзорне
13. Новодеревенська сільрада — село Нова Деревня
14. Стародворцовська сільрада — хутір Стародворцовський
15. Усть-Невинська сільрада — хутір Усть-Невинський